# Fasola mungo
Fasola mungo (Vigna mungo) – gatunek rośliny z rodziny bobowatych. Dawniej zaliczany był do rodzaju fasola (Phaseolus). Pochodzi z Indii, uprawiana jest na terenach tropikalnych i subtropikalnych. W Europie wprowadzona na południu.

## Morfologia
PokrójRoślina jednoroczna dorastająca do wysokości 80 cm.
Liścieduże, trójlistkowe.
Kwiatydrobny w kolorze żółtym kwiat typu motylkowego.
Owocestrąk w kolorze brązowym o długości ok. 6 cm. W środku zawiera do 25 nasion w kolorach zielonym i żółtawym, bywają również czarnoplamiste.

## Zastosowanie
Roślina jadalna, w krajach tropikalnych w powszechnym użyciu, przerabiana również na mąkę.